# Pandan (Antique)
Pour les articles homonymes, voir Pandan.
Pandan, officiellement la Municipalité de Pandan (Kinaray-a ; Hiligaynon ; Aklanon : Banwa it Pandan ; Tagalog), est une municipalité de 4e classe dans la province d'Antique, aux Philippines. Selon le recensement de 2020, elle compte une population de 35 965 personnes. Ce qui en fait la 7ème commune la plus peuplée de la province d'Antique.
Pandan est également l'une des villes industrialisées de l'Antique et une destination touristique majeure pour sa source froide, la rivière Bugang et ses plages de sable blanc le long de la baie de Pandan, de Barangay Mag-aba à Barangay Duyong.

## Histoire
La ville est officiellement créée en 1752 par les paroisses espagnoles de la province lors de la colonisation des Philippines par l'Espagne, qui débute en 1521 et s'achève en 1899 avec la guerre hispano-américaine. Pendant la Seconde Guerre mondiale, l'occupation japonaise de l'île de Panay en 1942 a vu les harcèlements et le pandémonium dans la région. La ville est libérée en 1944 dans le cadre de la campagne combinée des forces alliées pour la libération de l'île de Panay. En 1945, elle est incorporée en tant que ville sous la quatrième République des Philippines.

## Géographie
Pandan est situé à11°43′14″N 122°05′46″E / 11.7206°N 122.0961°E
. C'est 127km de la capitale provinciale, San Jose de Buenavista, et est 55km de Kalibo, la capitale d'Aklan.
Pandan est délimité par Cuyo East Pass dans le cadre de la mer de Sulu à l'ouest; par Libertad au nord et au nord-ouest; par la province d'Aklan à l'est et au nord-est; et Sébaste au sud.

## Économie
Pandan est une municipalité carrefour du nord de l'Antique, ce qui en fait une zone d'échanges et de commerce.L'agriculture et la pêche représentent près de 75% de l'emploi local. Les autres activités sont constituées par des professionnels, des fonctionnaires, des travailleurs et des travailleurs philippins d'outre-mer. La municipalité a commencé à connaître une croissance du tourisme et un développement des infrastructures et du commerce à la fin de 2010.

## Tourisme

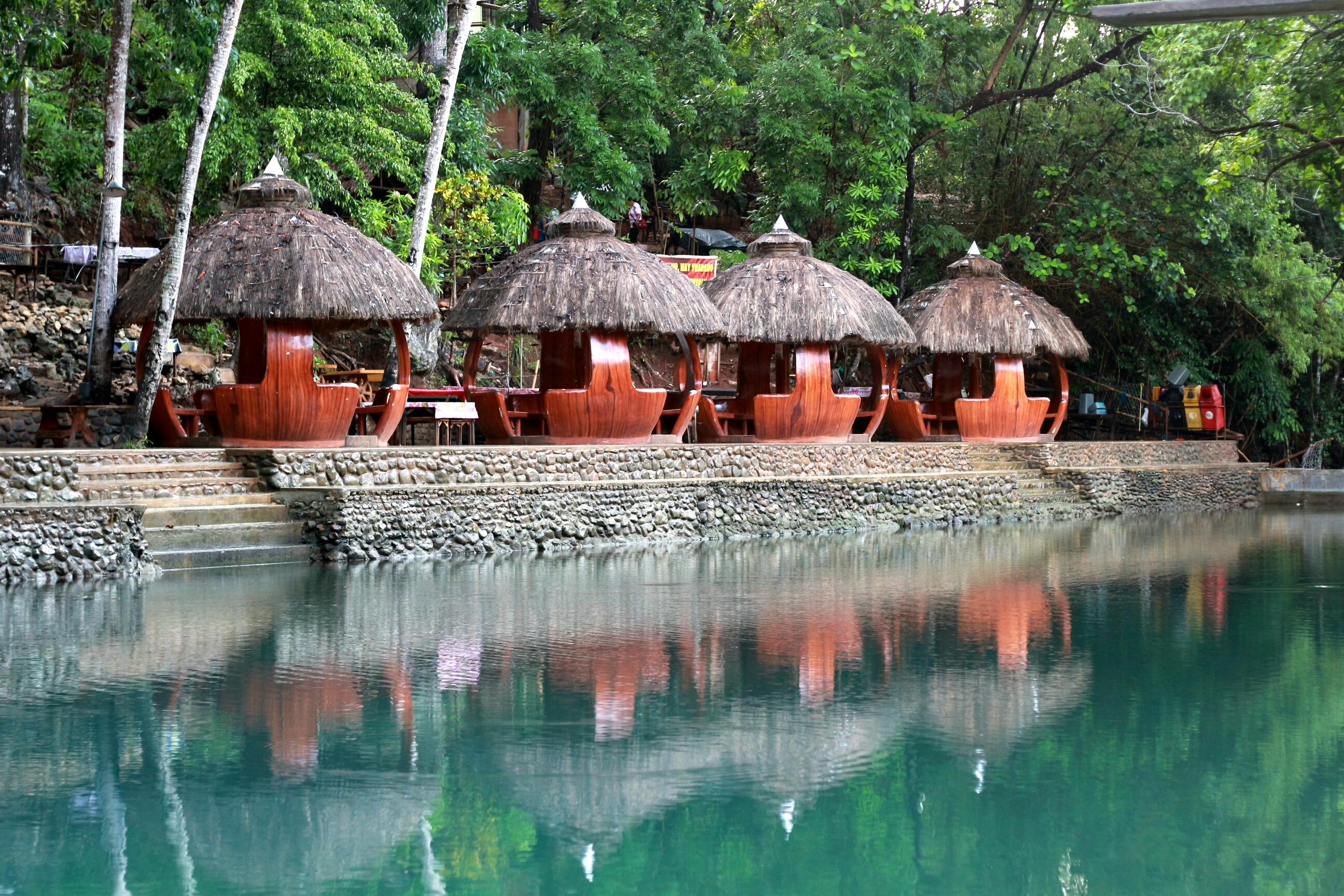
Malumpati Cold Spring Resort

Pandan est en train de devenir l'une des principales destinations touristiques du pays, plusieurs fois primé. La ville est à seulement 35km de l'île de Boracay, l'une des stations balnéaires et des destinations touristiques les plus populaires au monde.
Les principales attractions de la ville comprennent le Malumpati Cold Spring Resort et d'autres stations balnéaires populaires et la rivière Bugang, qui est récompensée à plusieurs reprises à l'échelle nationale comme «l le plan d'eau intérieur le plus propre » des Philippines.

## Personnalités notables
- Loren Legarda - sénatrice, journaliste et championne mondiale des Nations unies pour la résilience
- Megan Young - Actrice, mannequin, animatrice de télévision et reine de beauté philippino-américaine. Elle a remporté le titre de Miss Monde Philippines et a ensuite été couronnée Miss Monde 2013 à Bali, en Indonésie. Elle est la fille de Victoria Talde, originaire de Pandan, Antique.
- Lauren Anne Young - Actrice et mannequin philippino-américaine. Elle est la sœur cadette de l'actrice et Miss Monde 2013 Megan Young.